# Domašín (Malá Fatra)
Domašín (575 metrů nad mořem) je lesnatá vyvýšenina v nejsevernějším výběžku slovenského pohoří
Lúčanská Fatra v Malé Fatře v okrese Žilina. Řeka Váh zde svým tokem
ve Strečenském průsmyku vytváří Domašínský meandr.

## Poloha
Vrch nápadně vybíhá z masivu Lúčanské Malé Fatry a přehrazuje tak tok Váhu, který jej ze severu obtéká a vytváří tak mohutný meandr. Z vrcholu kopce není žádný výhled. V lokalitě se nachází vícero chat.

## Doprava
Na úpatí vrchu prochází dva důležité dopravní tahy, jednak E50 v trase silnice I. třídy 18 (I/18), propojující krajské město Žilinu v Žilinské kotlině s městem Martin v Turčianské kotlině. Kromě toho pod vrchem také vede tunelem hlavní dvoukolejná železniční trať Žilina – Košice.

## Přístup
Na vrchol nevede žádná turistická značka a přístup je sem možný jen po lesní cestě.